# Hyphessobrycon parvellus
Hyphessobrycon parvellus är en fiskart som beskrevs av Ellis, 1911. Hyphessobrycon parvellus ingår i släktet Hyphessobrycon och familjen Characidae. Inga underarter finns listade i Catalogue of Life.